# Porucha zažívání
Porucha zažívání je označení pro poruchy procesu přijímání a zpracovávání potravy. Může být důsledkem nesprávné životosprávy, požití nevhodné potravy, nemoci, hormonální poruchy nebo otravy. Mezi nejčastější poruchy zažívání patří:
- zvracení
- průjem
- zácpa